# 石橋佳大
石橋 佳大（いしばし けいた、1986年7月16日 - ）は、日本の元男性総合格闘家。青森県八戸市出身。DURO GYM所属。

## 来歴
1986年7月16日、青森県八戸市に生まれる。柔術は17歳の頃にパラエストラ八戸で始めた。2007年3月に同市にある八戸工業高等専門学校を卒業後、上京しDURO GYMに入り、次第に総合格闘技の試合への出場を目指すようになった。
2009年9月4日、「龍争虎闘 -Kitazawa Shooto 2009- Vol.2」において吉田イサヲとの対戦でプロデビューを果たす。同年10月18日、山内慎人との対戦で一本負け。翌年2月27日に井島裕彰との対戦で判定勝ちを収めるが、その後連敗したことで総合格闘技からは一時的に離れた。
2012年、ミヤオ兄弟の来日をきっかけに柔術に対する刺激を大いに受けた。
2年間のブランクを経て2013年に復帰。5連勝を重ね2014年9月27日、環太平洋タイトルを懸けた王座決定戦に挑んだが根津優太に敗戦。
2016年11月12日、2度目の王座決定戦で岡田遼に勝利した。第6代環太平洋フェザー級王者となる。
2017年6月30日、RIZINに初出場、カリッド・タハとの対戦ではKO負け。
総合格闘技と並行して柔術の試合にも出場しており、2018年4月には関東柔術オープンのアダルト茶帯フェザー級優勝、22日の東日本マスター柔術選手権のマスター1茶帯フェザー級準優勝、マスター1茶帯オープンクラス準優勝の成績を収めている。

## 人物
- 激しい戦いぶりに定評があり「激闘王」という異名を持つ[6]。
- 好きなプロレスラーは三沢光晴で、現在のスタイル「激闘」の原点であると語っている[3]。

## 戦績
| 総合格闘技 戦績 | 総合格闘技 戦績 | 総合格闘技 戦績 | 総合格闘技 戦績 | 総合格闘技 戦績 | 総合格闘技 戦績 | 総合格闘技 戦績 |
| --------------- | --------------- | --------------- | --------------- | --------------- | --------------- | --------------- |
| 22 試合         | (T)KO           | 一本            | 判定            | その他          | 引き分け        | 無効試合        |
| 11 勝           | 0               | 7               | 4               | 0               | 2               | 0               |
| 9 敗            | 4               | 2               | 3               | 0               | 2               | 0               |

| 勝敗 | 対戦相手                | 試合結果                                            | 大会名                                                                                   | 開催年月日     |
| ×    | 石井逸人                | 2R 2:04 スリーパーホールド                          | SHOOTO - Professional Shooto 2022 Vol. 2                                                 | 2022年3月21日  |
| ○    | 後藤丈治                | 判定2-1                                             | SHOOTO - Professional Shooto 2021 Vol. 6                                                 | 2021年9月20日  |
| ○    | 論田愛空隆              | 判定3-0                                             | SHOOTO - Professional Shooto 2020 Vol. 7                                                 | 2020年11月23日 |
| ×    | 藤井伸樹                | 3R 4:50 KO                                          | SHOOTO - Shooto 30th Anniversary Tour at Korakuen Hall                                   | 2019年5月6日   |
| ○    | ドレックス ザンボアンガ | 判定3-0                                             | SHOOTO - Professional Shooto                                                             | 2018年9月23日  |
| ×    | 佐藤将光                | 5分5R終了 判定0-3                                   | 修斗 千葉・舞浜アンフィシアター大会 【第10代世界バンタム級チャンピオン決定戦】           | 2017年10月15日 |
| ×    | カリッド・タハ          | 1R 4:52 KO                                          | RIZIN FIGHTING WORLD GRAND-PRIX 2017 1st ROUND -夏の陣- 【バンタム級トーナメント 1回戦】 | 2017年7月30日  |
| △    | 佐藤将光                | 5分5R終了 判定0-1                                   | SHOOTO - Professional Shooto 3/24                                                        | 2017年3月24日  |
| ○    | 岡田遼                  | 3R 2:30 スリーパーホールド                          | SHOOTO - Professional Shooto 11/12 【修斗環太平洋バンタム級王座決定戦】                  | 2016年11月12日 |
| ○    | 安藤達也                | 2R 2:04 スリーパーホールド                          | SHOOTO - Professional Shooto 7/17                                                        | 2016年7月17日  |
| △    | 城田和秀                | 2R終了 判定1-0                                      | SHOOTO GIG TOKYO 18                                                                      | 2015年2月10日  |
| ×    | 根津優太                | 2R 4:57 KO                                          | SHOOTO - 7th Round 2014 【修斗環太平洋フェザー級チャンピオンシップ】                     | 2014年9月27日  |
| ○    | 直撃我聞                | 1R 3:22 スリーパーホールド                          | SHOOTO GIG TOKYO 17                                                                      | 2014年7月19日  |
| ○    | 佐久間健太              | 1R 4:57 腕ひしぎ十字固め                            | SHOOTO GIG TOKYO 16                                                                      | 2014年4月20日  |
| ○    | 金物屋の秀              | 1R 1:26スリーパーホールド                           | SHOOTO - 5th Round2013                                                                   | 2013年11月9日  |
| ○    | 前田貴史                | 1R 4:16 スリーパーホールド                          | SHOOTO GIG TOKYO 14                                                                      | 2013年4月21日  |
| ○    | 梶川卓                  | 1R 1:21 スリーパーホールド                          | SHOOTO GIG TOKYO 13                                                                      | 2013年2月16日  |
| ×    | 丸井憲一郎              | 2R終了 判定0-3                                      | SHOOTO GIG TOKYO 7                                                                       | 2011年8月6日   |
| ×    | 堀口恭司                | 1R 2:23 TKO（レフェリーストップ：眼窩底骨折の疑い） | 修斗 SHOOTO GIG TOKYO Vol.5 【新人王決定トーナメント フェザー級 準決勝】                 | 2010年8月7日   |
| ○    | 井島裕彰                | 2R終了 判定3-0                                      | SHOOTO - Shooting Disco 11: Tora Tora Tora!                                              | 2010年2月27日  |
| ×    | 山内慎人                | 1R 3:09 腕ひしぎ十字固め                            | SHOOTO GIG TOKYO 3                                                                       | 2009年10月18日 |
| ×    | 吉田イサヲ              | 2R終了 判定0-3                                      | 龍争虎闘 -Kitazawa Shooto 2009- Vol.2                                                    | 2009年9月4日   |

## 獲得タイトル
- 第6代修斗環太平洋バンタム級王座（2016年）
- 修斗年間最高選手賞（2016年）